# Mimoniades
Mimoniades este un gen de fluturi din familia Hesperiidae. 

## Specii
- Mimoniades nurscia (Swainson, 1821)  America de Sud
  - Mimoniades nurscia nurscia (Swainson, 1821)  Columbia, Ecuador, nordul Peru
  - Mimoniades nurscia malis (Godman & Salvin, 1879)  Columbia
  - Mimoniades nurscia amans (Skinner, 1920)  Columbia, Peru

- Mimoniades ocyalus (Hübner, 1823)  Brazilia  de sud

- Mimoniades versicolor (Latreille, [1824])  Brazilia
  - Mimoniades versicolor versicolor (Latreille, [1824])  Brazilia
  - Mimoniades versicolor eupheme (Godman & Salvin, 1879)  Ecuador, Peru, Bolivia

- Mimoniades montana (J. Zikán, 1938)  Brazilia  de sud-est

- Mimoniades baroni (Godman & Salvin, 1895) Peru [1]